# ريان دوناتو
ريان دوناتو (بالإنجليزية: Ryan Donato)‏ هو لاعب هوكي الجليد أمريكي، ولد في 9 أبريل 1996 في Scituate, Massachusetts ‏ في الولايات المتحدة.

## وصلات خارجية
- ريان دوناتو على موقع دوري الهوكي الوطني (الإنجليزية)
- ريان دوناتو على موقع EliteProspects.com (الإنجليزية)
- ريان دوناتو على موقع HockeyDB.com (الإنجليزية)
- ريان دوناتو على موقع Hockey-Reference.com (الإنجليزية)
- ريان دوناتو على موقع أوليمبيديا (الإنجليزية)